# Martin Dibobe

Martin Dibobe (dritter von links) mit Kollegen der Berliner Hochbahn im U-Bahnhof Warschauer Brücke, 1902

Benjamin Martin Dibobe, ursprünglich Quane a Dibobe (* 31. Oktober 1876 in Bonapriso, Kamerun; † nach 1922 vermutlich in Liberia) war ein Zugführer kamerunischer Herkunft und Bürgerrechtler zur Kaiserzeit in Berlin.
Als Kontraktarbeiter aus Kamerun angeworben, wurde er Ausstellungsobjekt bei einer Völkerschau bei der Berliner Gewerbeausstellung 1896. Anschließend entschied er sich, in Berlin zu bleiben. Nach einer Schlosserlehre und der Mithilfe beim Bau der Berliner Hochbahn begann er eine Lehre als Zugführer. Nach seiner Anstellung stieg er bald zum Zugführer 1. Klasse auf. Politisch engagierte sich Dibobe für die Rechte von Schwarzafrikanern. Vermehrte Bekanntheit verschaffte ihm seine daraufhin entstandene Dibobe-Petition. Aufgrund dieses Engagements verlor er seine Stelle als Zugführer. 1922 beschloss er, mit seiner Familie nach Afrika zurückzukehren, und reiste zu diesem Zweck allein nach Kamerun, das nun unter französischer Kontrolle stand. Die Franzosen, die befürchteten, dass er einen Aufstand zugunsten der Deutschen anzetteln würde, verweigerten ihm die Einreise. Ihm blieb deshalb nichts anderes übrig, als nach Liberia weiterzureisen. Zu diesem Zeitpunkt verliert sich jede Spur von ihm, aber es ist wahrscheinlich, dass er in Liberia starb.
Seit 2016 wird mit einer Berliner Gedenktafel am Haus Kuglerstraße 44 an ihn erinnert.

## Leben

### Frühe Jahre in Kamerun
Er wurde mit ursprünglichem Namen Quane a Dibobe als Sohn des Ortsvorstehers Kwane Dibobe und dessen Ehefrau Ollo, geb. Mudumbu, als Angehöriger der Volksgruppe der Duala geboren. Später tauften ihn deutsche Missionare auf den Namen Martin Dibobe. Sein Vater war 1884 am Abschluss des ersten Schutzvertrags mit Kamerun beteiligt, welcher formell die deutsche Kolonialherrschaft über Kamerun einleitete. Schon in Kamerun absolvierte Dibobe eine vierjährige Schulbildung in einer Gemeindeschule, anschließend verrichtete er von 1894 bis 1896 seinen Militärdienst bei der Marine.

### In Berlin

#### Ausstellungsobjekt bei einerVölkerschau

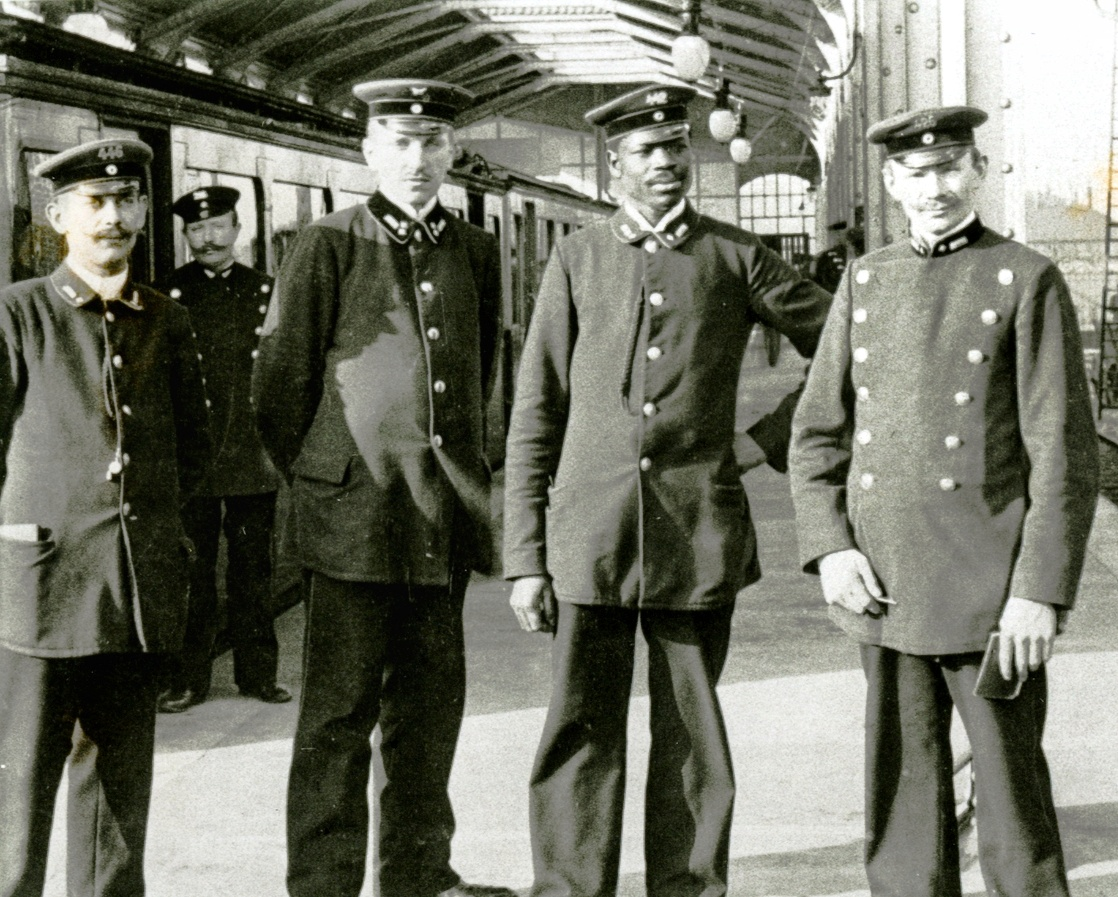
Bei der Hochbahn, 1902

Martin Dibobe kam 1896 im Alter von 20 Jahren nach Berlin, da er sich mit 95 Afrikanern unter anderem mit der Erwartung auf weitere Bildungschancen hatte anwerben lassen. Als Vertreter Kameruns für die Kolonialausstellung der Berliner Gewerbeausstellung 1896 im Treptower Park wurde er ab April 1896 sechs Monate lang zusammen mit anderen Afrikanern als menschliches Ausstellungsstück Besuchern vorgezeigt. Im Rahmen einer solchen Völkerschau mussten die Gezeigten leicht bekleidet afrikanisches Alltagsleben in dafür aufgebauten afrikanischen Dörfern darstellen. Als die Völkerschau startete, war es sehr kalt in Berlin. Da fast alle Afrikaner nur spärlich bekleidet waren, litten sie unter der Kälte und erkrankten teilweise.
Neben der Völkerschau musste Dibobe auch mehrere Untersuchungen über sich ergehen lassen. So führte unter anderem die Charité Vermessungen für die sogenannte Rassentheorie durch. Ein Untersuchungsbericht über die durchgeführten Vermessungen vermerkte, Martin Dibobe sei „groß, kräftig, gut genährt“, sein Haar „glänzend braunschwarz, fast ganz in kleine enge Spiralen geordnet“ und die Unterlippe sei „etwas rötlich“. Das Seminar für Orientalische Sprachen analysierte seine Sprache. Der Ethnologe Felix von Luschan kam in einer anderen Untersuchung zu der Beurteilung, dass Dibobe ein „richtiger Hosen-Nigger“ sei, dessen psychische Eigenschaften vollkommen dem Bild entsprächen, die man sich nach seiner „schlechten Stirne und seinen mächtig entwickelten Fresswerkzeugen“ von ihm machen könne.
Anfang Oktober 1896, als die Gewerbeausstellung beendet war, entschloss sich Dibobe, in Berlin zu bleiben und eine Schlosserlehre bei der Firma Conrad Schultz in Strausberg zu machen.
Anfang 1900 verlobte er sich mit Helene Noster, der Tochter des Nähmaschinen-Fabrikanten Franz Noster, seines Vermieters. Nach mehreren Komplikationen heirateten sie am 12. Januar 1901, nachdem Dibobes Identität durch seinen Taufpfarrer der Basler Mission in Kamerun bestätigt worden war.

#### Anstellung bei der Hochbahn
Nach seiner Lehre fand Dibobe eine Anstellung als Vorarbeiter bei den Siemenswerken für die Herstellung der Gitter der Berliner Hochbahn (heute U1). Begeistert von der modernen Bahn, begann er später eine Ausbildung zum Zugführer. Nach erfolgreichem Abschluss stellte ihn die Betriebsleitung am 20. April 1902 bei der Berliner Hochbahn an. Zunächst als Zugbegleiter und Schaffner tätig, wurde er schon bald zum Zugführer 1. Klasse und erlangte einen Beamtenstatus. Später notierte er: „Durch Fleiß und einwandfreies Betragen habe ich mir eine Vertrauensstellung erworben und bin seit dem Jahr 1902 in ungekündigter Stellung als Zugführer 1. Classe thätig“.

### Politisches Engagement
Im Jahre 1906/07 wurde Martin Dibobe von der Reichsregierung nach Kamerun geschickt, um als Berater beim Bau der dortigen Eisenbahn zu helfen und als Friedensstifter zu fungieren. Er reiste vom Hamburger Hafen am 13. September 1906 mit dem Dampfschiff Frieda Woermann in seine Heimatstadt Douala. Dort beschwerten sich mehrere Stammeshäuptlinge über die grausame Behandlung durch die Kolonialbehörden und führten zahlreiche Fälle von Misshandlungen, Zwangsarbeit und Enteignung in einem Schreiben an den Reichstag auf. Martin Dibobe zeigte Verständnis und warb, von den Sozialdemokraten und ihrer kolonialkritischen Politik beeinflusst, für den Sozialismus.
Seine Ehefrau Helene verstarb am 2. April 1910 mit 37 Jahren in der Privatklinik im Haus Unger in der Derfflingerstraße 21.
Drei Jahre später heiratete Dibobe am 8. September 1913 die Privatière Rosalie Amalie Adelheid Auguste Bennewitz, Tochter des Fischermeisters Michael Bennewitz.
Durch seinen Einsatz bei den Berliner Bahnen wurde Martin Dibobe schnell eine lokale Berühmtheit. Nach dem Ersten Weltkrieg trat er für die Wiedererlangung der afrikanischen Kolonien Deutschlands ein. Dibobe sympathisierte offen und engagierte sich mit den deutschen Sozialdemokraten und in der Liga für Menschenrechte für die Gleichberechtigung der Afrikaner.
Am 27. Juni 1919 forderte er in einer Petition Bürgerrechte für alle Menschen in den deutschen Kolonien. Die Petition wird in der Forschung als Dibobe-Petition oder 32-Punkte-Programm bezeichnet. Darin forderten die Unterzeichner unter anderem die Gleichberechtigung und Freiheit ihrer Landsleute, Einführung des Bürgerlichen Gesetzbuches und Abschaffung der Sondergesetze, Zulassung von Afrikanern an Universitäten, Anerkennung von Ehen zwischen Weißen und Schwarzen, Abschaffung der Prügelstrafe und Zwangsarbeit, Freiheit des Handels und schließlich das Einstellen der Enteignungen. Zu diesem Zwecke sollte ein ständiger Repräsentant im Reichstag oder in der Nationalversammlung bestellt werden. Die Reichsregierung ließ diese Forderungen unbeantwortet. Zu der Petition, die an das Reichskolonialministerium gerichtet war, gehörte ein Schreiben an die Weimarer Nationalversammlung, welches von siebzehn weiteren Afrodeutschen unterschrieben war.
Als Dibobe 1919 um ein Darlehen bat, um mit seiner Familie – er hatte inzwischen zwei Kinder – in seine Heimat zu reisen, wurde dieses vermutlich aufgrund seiner politischen Tätigkeiten abgelehnt. Zudem verlor er seine Stelle bei der Hochbahn als Zugführer.
Politisch motivierte Reisen wie die von Martin Dibobe veranlassten den Deutschen Afrikadienst am 10. Februar 1923 zu einem Rundschreiben „Betr. Europareisen von Togolenten“, das „an seine sämtlichen Kapitäne“ gerichtet war und in dem es unter anderem heißt:

„Es sind mehrfach solche Reisen aus politischen Gründen unternommen worden, wie z. B. auch die Schwarzen Mensah, Dibobe und N'dumbu. Während Mensah wieder nach der Küste zurückgekehrt ist, werden wir auch noch für die Heimschaffung N'dumbus sorgen. Der Dibobe befindet sich zurzeit in Monrovia. Wir ersuchen unsere Kapitäne, unter keinen Umständen die oben erwähnten Leute ohne ausdrückliche Anweisung der Reedereien wieder nach Deutschland zu bringen, ebenfalls nicht andere Schwarze, welche im sogenannten Auftrage von schwarzen Stämmen nach Deutschland reisen wollen. Die Leute sind hier in jeder Weise unerwünscht.“

Am 6. Januar 1920 ließ sich Dibobe von seiner zweiten Ehefrau scheiden und heiratete am 20. März 1920 Alma Hedwig Helene Rodmann, geb. Finger.

### Rückreise nach Afrika
Im Jahre 1922  beschloss er, auf eigene Kosten mit seiner Familie nach Afrika zurückzukehren. Sie reisten per Schiff nach Douala in Kamerun, um dort u. a. einige Grundstücksangelegenheiten zu regeln. Die Einreise nach Kamerun wurde ihnen jedoch von der französisch-britischen Mandatsregierung verwehrt, da diese anscheinend eine pro-deutsche Erhebung befürchtete. Notgedrungen reiste die Familie deshalb zu Martin Dibobes Cousin in Liberia. In dessen Hauptstadt, Monrovia, verliert sich die Spur der Dibobes. Vermutlich verstarb er in Liberia.

## Rezeption
- Im Treppenhaus-Rondell des Berliner U-Bahnhof Hallesches Tor ist ein Foto Martin Dibobes zu sehen, das neben anderen historischen Fotos hängt.
- Eine Berliner Gedenktafel erinnert seit dem 31. Oktober 2016, seinem 140. Geburtstag, an Dibobes Wohnhaus in der Kuglerstraße 44 in Prenzlauer Berg.[24] Es ist die erste Berliner Gedenktafel für eine Person afrikanischer Herkunft.
- Die Bezirksverordnetenversammlung Mitte beriet im Jahre 2016 über mehrere Straßenumbenennungen im Afrikanischen Viertel. Darunter befand sich auch die Umbenennung der Lüderitzstraße in Martin-Dibobe-Straße.[25]
- Die Suchmaschine Google widmete Martin Dibobe am 27. Juni 2023 ein Doodle.[26]